# Wood Lake (Minnesota)
Pour les articles homonymes, voir Wood Lake.
Wood Lake est une ville américaine située dans le Comté de Yellow Medicine, dans le Minnesota. Selon le recensement de 2010, sa population est de 439 habitants.